# Магдалена Айсега
Магдалена Айсега (ісп. Magdalena Aicega, 1 листопада 1973) — аргентинська спортсменка.
Срібна призерка Олімпійських Ігор 2000 року, бронзова призерка 2004, 2008 років, учасниця 1996 року.
Переможниця Панамериканських ігор 1995, 1999, 2003, 2007 років.
Переможниця Трофею чемпіонів 2001, 2008 років, срібна призерка 2002, 2007 років, бронзова призерка 2004 року.
Чемпіонка світу 2002 року, срібна призерка 1994 року, бронзова призерка 2006 року.
Переможниця Панамериканського кубка 2001 року.